# Nadagara cinctipuncta
Nadagara cinctipuncta là một loài bướm đêm trong họ Geometridae.